# Armadillidium opacum
Armadillidium opacum là một loài chân đều trong họ Armadillidiidae. Loài này được Koch miêu tả khoa học năm 1844.